# 国際日付変更線

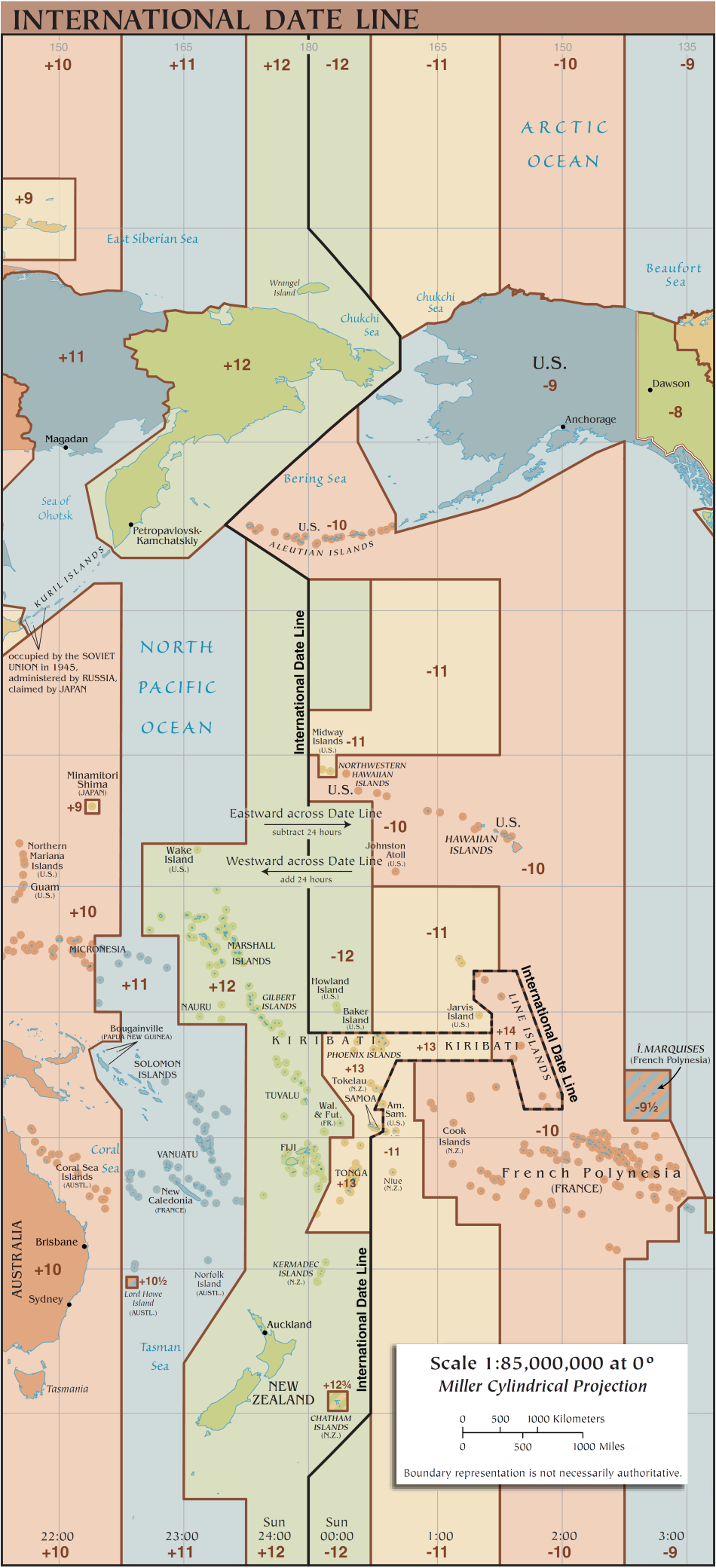
経度180°付近にある国際日付変更線

地球が丸いために発生する矛盾に対応する

国際日付変更線（こくさいひづけへんこうせん、英語: International Date Line、略：IDL）は、日付の更新の矛盾を防ぐために地球の海上に設けられた、ほぼ経度180度の地点を結ぶ理論上の線。単に日付変更線ともいう。

## 概要
経度が15度異なる地域では、その国にもよるが1時間だけ現地時刻が異なる場合が多い。そこで、旅行者が15度移動するたびに時計の針を1時間ずつずらしていくと、世界を一周したとき、時刻は正しいが日付が1日異なることになる。これを防ぐため、国際日付変更線を西から東にまたぐ場合は日付を1日戻し、東から西に跨ぐ場合は日付を1日進める。
このため、国際日付変更線をまたいだとたん、前日に戻ったり、計算上一瞬で24時間後になったりする。実際、オセアニアの航空路線の中には、実際の飛行時間としては6時間未満なのに到着日付が2日後になったり、逆に前日になったりするものも少なくない（たとえばグアム発ホノルル行き航路では、到着日付が前日になる）。
国際日付変更線は、陸上の隣の町や村で日付が変わるなどの不便がないように、海上に設定されている。この線はどこかの機関が制定、届出、認可をしているものではなく、日付変更線付近に所在する国や地域が国内法で地方標準時を定めているに過ぎない。
反対側（経度0度）は本初子午線となる（グリニッジ子午線とは位置が微妙に異なる）。

国際日付変更線付近を東に向けて航行中の船舶で撮影

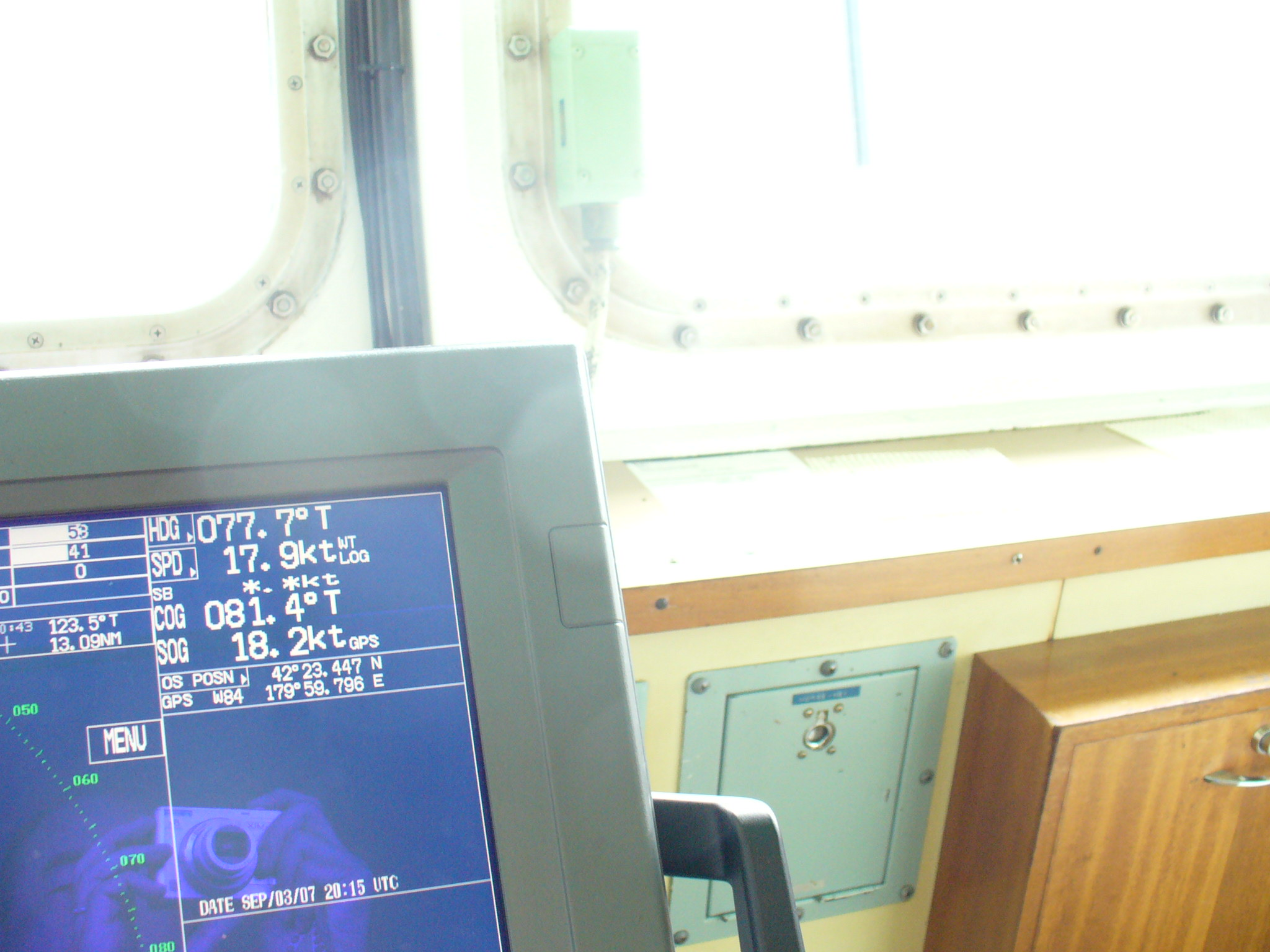
2007年9月4日8時15分 （現地時間 UTC+12）
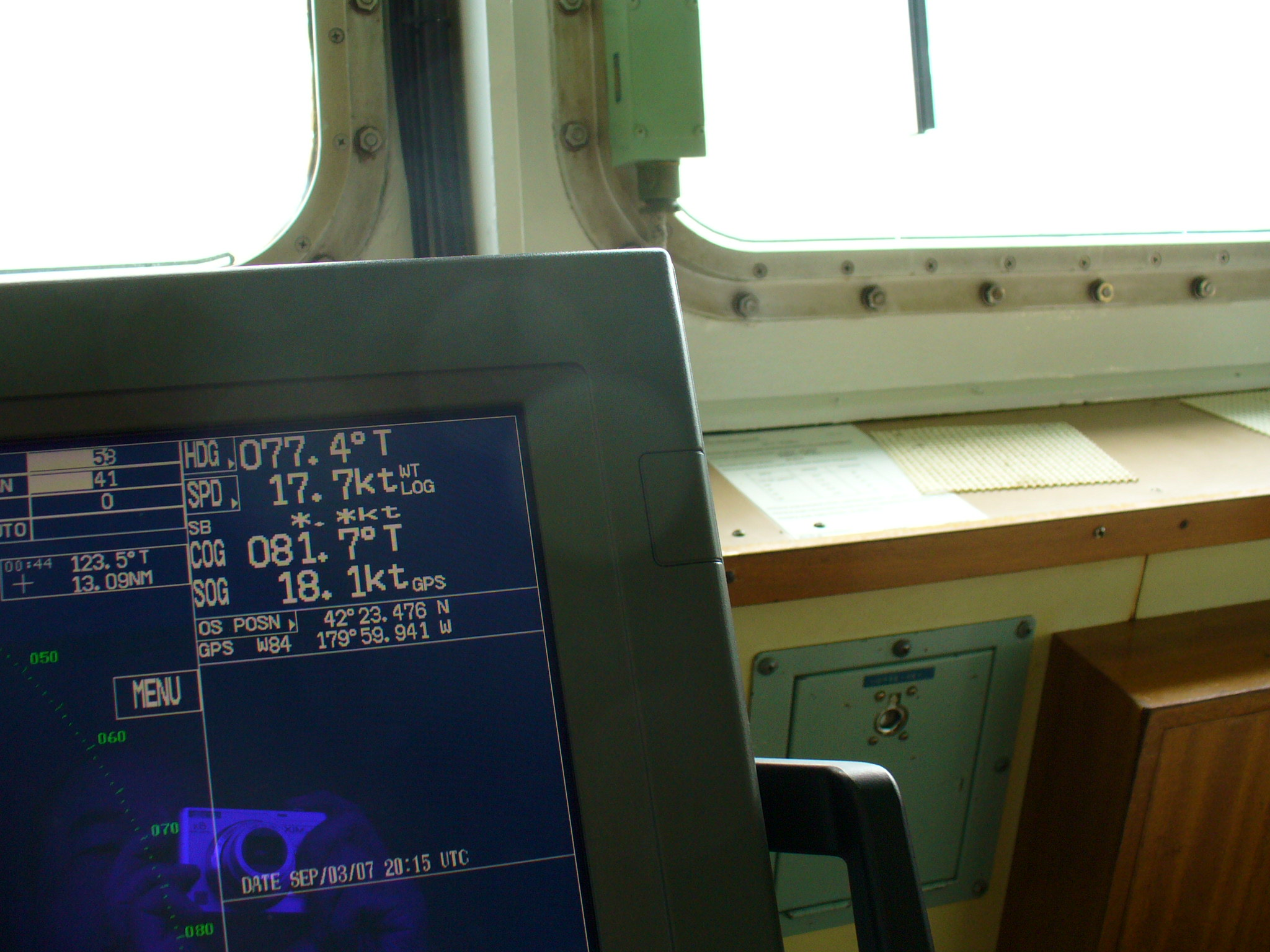
2007年9月3日8時15分 （現地時間 UTC-12）

- 北緯42度23分26.82秒 東経179度59分47.76秒 / 北緯42.3907833度 東経179.9966000度
2007年9月4日8時15分
（現地時間 UTC+12）
- 北緯42度23分28.56秒 西経179度59分56.46秒 / 北緯42.3912667度 西経179.9990167度
2007年9月3日8時15分
（現地時間 UTC-12）

## 歴史
16世紀にマゼラン一行が西回りでの世界一周航海を達成して出発地のスペインへ帰り着いた際、この日付の矛盾が発覚した。乗組員のピガフェッタは世界一周航海にあたって日記をつけていたが、帰路でアフリカの西にあるヴェルデ岬諸島に寄港したとき、日記に記録していた曜日は現地の曜日より1日遅れていた。さらに乗組員たちは、帰着後に自分たちが記録した日付が正しいとも主張したため大騒ぎになり、ローマ教皇のところに使者が出される事態にまで発展した。
この矛盾は、現在では容易に説明が付く。マゼラン一行は地球の自転とは逆向きに世界を一周したため、地球が自転した回数よりも彼らが地球の周りを回った回数が1周少ない。つまり、彼らが見た日の出の回数は出発地のスペインにとどまっていた人々が見た回数より1回少なくなる。
もし、一行が逆の向きで世界一周をしたならば、一行は地球の自転の回数に加え、さらにもうひと回りしてしまうことになるため、日付は1日減らさなければ他の人々と日付が合わなくなる。

## 日付変更線の移動
経度180度付近の国々は、日付変更線の西側の日付を採用するか、あるいは東側の日付を採用するかをそれらの国の裁量で自由に決定したり、変更したりすることができる。そのため、採用する日付の変更が行われると、日付変更線も同時にシフトされることになる。

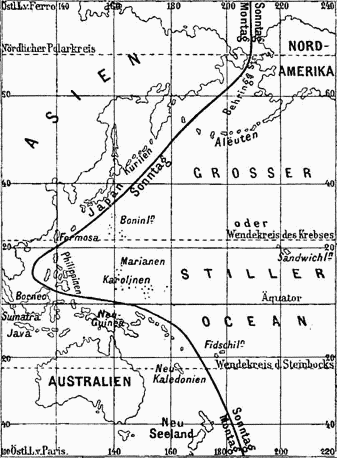
1888年の百科事典に載っている地図（間違っている）。フィリピンに関しては1844年以前のことが、アラスカに関しては1867年以後のことが書かれている。

### 1844年のフィリピン
かつてスペイン領であったフィリピンは、1844年12月30日まで、日付変更線の東側に位置していた。フィリピンはヌエバ・エスパーニャ（スペイン帝国の副王領）の一部であり、1565年以降、首府であったマニラからメキシコの貿易港であるアカプルコとの間にマニラ・ガレオンが行き来するなど、長らく重要な交易拠点であった。それゆえフィリピンは、太平洋の西の端にあるにもかかわらず、長く日付変更線の東側の地域として置かれていた。
計算上、ロンドンの時間が火曜日の昼12時ちょうど(地方平均時)の時、スペイン本土のセビーリャは同日午前11時36分、アカプルコは同日午前5時20分、マニラは月曜日の夜8時4分となっていた。
1840年代の間、貿易の関心は中国とオランダ領東インドとその隣接地域に移り、フィリピンは日付変更線の西側の日付に変更された。これにより、フィリピンでは、1844年12月30日(月曜日)の次の日が1845年1月1日(水曜日)になった。1844年は閏年であるにもかかわらず、365日の年として1年が終わった。

### 1867年のアラスカ
かつてロシア領であったアラスカは、1867年10月17日（ユリウス暦10月6日）まで、日付変更線の西側に位置していた。
1867年までアラスカはロシア領であり、ロシアの日付を使っていた。これに従い、日付変更線の一部はロシア領アラスカとブリティッシュコロンビア入植地を含む英領北アメリカの間に定められていた。当時ロシアはユリウス暦を、アメリカはグレゴリオ暦を使っていたため、アメリカがアラスカを購入するまで、例えばアラスカの1867年10月6日(金曜日)は、アメリカにおいて10月18日(金曜日)であった。
具体的にはノボ・アルハンゲリスク（ニュー・アークエンジェル、現在のシトカ）の時間が10月6日昼12時ちょうどのとき、今で言うユーコン準州のホワイトホースの位置で10月17日昼12時02分、今で言うブリティッシュコロンビア州のバンクーバーの位置で10月17日昼12時49分であった。
やがて統治権がアメリカに移譲され、アラスカは日付変更線の移動によって1日分戻り、暦の変更によって12日分進んだ。ただし日付の変更は深夜12時に実行されたため、日付変更線の移動と日数の経過が打ち消しあい、変更は実質日付を11日分飛ばすものであった。その結果、アラスカにおける1867年10月6日(金曜日)の次の日は、10月7日(土曜日)ではなく、10月18日(金曜日)になった。

### 1892年と2011年のサモア
サモア諸島は、1892年7月4日まで、日付変更線の西側の日付を採用していたが、アメリカとの貿易上の都合により、国王（当時）マリエトア・ラウペパ（Malietoa Laupepa）によって、日付変更線の東側の日付を採用することとなり、日付は7月4日を繰り返すことによって変更され、サモアの標準時はUTC+13からUTC-11になった。
その後、2011年、サモア独立国とトケラウは、日付変更線の西側の日付に変更した。このとき、12月29日の次の日が12月31日になった。
変更する理由として、サモアの首相トゥイラエパ・サイレレ・マリエレガオイは、2011年時点での最大の貿易相手地域であるオーストラレーシアと取引する際に、日付変更線によって毎週2営業日が無駄になっていることを挙げた。
なお、アメリカ領サモアは、日付変更線の東側の時間帯のままである。

### 1995年のキリバス
かつてイギリス領であったキリバス（ギルバート諸島）は、1979年に独立した際にアメリカからフェニックス諸島とライン諸島を獲得したが、その結果、国土が日付変更線をまたぐ形となった。それゆえ、官公庁が無線や電話で連絡できるのは、日付変更線の東西双方とも平日である週4日間のみであった。
1995年1月1日をもって、それまで日付変更線の東側にあった領域の日付を西側の日付に統一し、日付変更線が国土をぐるりと一周することになった。これにより、標準時がUTC-11とUTC-10の地域がそれぞれUTC+13（フェニックス諸島）とUTC+14（ライン諸島：キリバスの最東端カロリン島を含む）になり、結果としてライン諸島は地球上で最も早く新しい日を迎える地となった。

## 日付変更線が登場する作品

### 八十日間世界一周
日付変更線を上手く利用した小説が、ジュール・ヴェルヌの『八十日間世界一周』である。この物語の中では、80日で世界一周ができるかどうかの賭けが行われた。東回りの旅の途中でいくつものトラブルがあり、予定より1日遅い81日目に主人公達は世界一周の旅を終えて戻った。しかし、実際の日付は80日後だったことが結末で判明し、主人公達は賭けに勝利する。これは、国際日付変更線がまだ一般的でなかった時代に、これをトリックとして使ったものである。

### 前日島
ウンベルト・エーコの小説『前日島』は、日付変更線上にある「前日島」が舞台となっている。

### ゴルゴ13
漫画『ゴルゴ13』第261話（SPコミックス74巻）「西経一七五度」は、日付変更線（経度180度）にほど近い、東経178度の島国フィジーが舞台となっている。
依頼主はゴルゴに「（1988年）3月25日までに南太平洋大学の副理事長を抹殺してほしい」と依頼する。この依頼を聞きつけた副理事長はボディーガードのプロチームを雇って備えた。
ところが、期限の3月25日を終え、「3月26日」を迎えても一向に依頼を遂行する様子を見せていなかった。ゴルゴがしくじったと思い安心したが、朝にゴルゴからの「依頼人が別の殺し屋を雇った」とのデマを聞いた副理事長は逃亡を図る。しかし悪天候で飛行できる飛行機がゴルゴが下見に使用していた一機のみで、更に機のINSには細工が施されており航路が誘導され、西経175度南緯5度に待ち伏せていたゴルゴに狙撃される。
これは、目標を「東経178度」→「日付変更線」（経度180度）→「西経175度」へと移動させることで、1日前の「3月25日にいる目標」を狙撃したことになり、結果として「3月25日まで」の狙撃を達成したことになる。